# Скотоватое (Покровский район)
Скотова́тое (укр. Скотувате) — село,
Покровский поселковый совет,
Покровский район,
Днепропетровская область,
Украина.
Код КОАТУУ — 1224255113. Население по переписи 2001 года составляло 80 человек .

## Географическое положение
Село Скотоватое находится на расстоянии в 0,5 км от села Петриков и в 1-м км от села Ровное (Васильковский район).

## История
- 1897 — дата основания.